# Вівсянка-пустельниця невадійська
Вівся́нка-пусте́льниця невадійська (Artemisiospiza nevadensis) — вид горобцеподібних птахів родини Passerellidae. Мешкає в США і Мексиці. Раніше вважався підвидом каліфорнійської вівсянки-пустельниці, однак був визнаний окремим видом.

## Опис

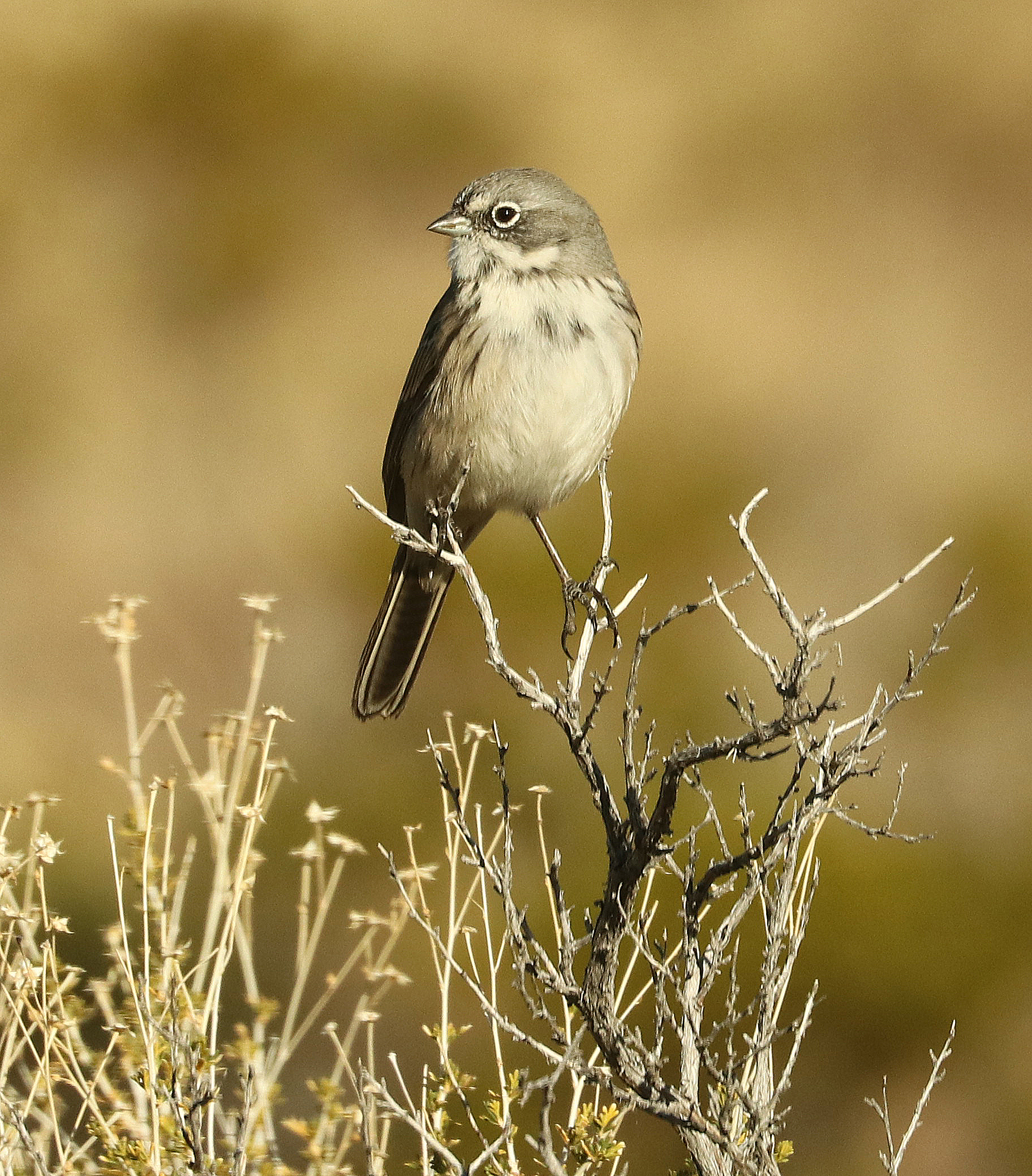
Невадійська вівсянка-пустельниця

Довжина птаха становить 14-18 см. Верхня частина тіла сірувато-коричнева, нижня частина тіла біла, на грудях темна пляма. Голова сіра, навколо очей помітні білі кільця. Передня частина обличчя біла, на горлі з боків темні смуги. Хвіст довгий, на кінці прямий, чорний, часто направлений догори. Виду не притаманний статевий диморфізм. Забарвлення молодих птахів мають більш коричневе забарвлення, сильно поцятковане смугами.
Каліфорнійські вівсянки-пустельниці мають дуже схоже забарвлення, однак голова у них більш світло-сіра, пляма на обличчі більша, а смуги на горлі більш тонкі. крім того, верхня частина тіла у них смугаста, а в польоті помітні білі краї хвоста.

## Поширення і екологія
Невадійські вівсянки-пустельниці гніздяться у внутрішніх районах на заході Сполучних Штатів Америки, переважно між Скелястими і Каскадними горами, від Вашингтона, південного Айдахо і Вайомінга до сходу центральної Каліфорнії, південно-східної Невади. північно-східної Аризони і півночі Нью-Мексико. Взимку вони мігрують на південь, де зимують від центральної Каліфорнії на сход до південно-західної Юти і центрального Нью-Мексико на південь до північної Мексики (північ Баха-Каліфорнії, Сонори, Чіуауа) і західного Техаса. Вони живуть в сухих чагарникових і солончакових заростях, переважно в заростях полину, іноді трапляються в садах. Гніздяться на висоті до 3000 м над рівнем моря, взимку трапляються на більш низькій висоті.
Невадійські вівсянки-пустельниці живляться переважно насінням різноманітних трав і чагарників, а також комахами, зокрема кониками, жуками і мурахами. Птахи є пристосованими до життя в сухих ландшафтах і отримують всю необхідну вологу з їжі. Вони шукають її на землі, часто утворюючи великі зграї. Невадійські вівсянки-пустельниці гніздяться на землі або в чагарниках. Самиці будуючи чашоподібної форми гнізда з гілочок, трави і шматочків кори. В кладці 3-4 світлих, поцяткованих темними плямками яєць. Насиджують лише самиці, за пташенятами доглядають і самиці, і самці.

## Збереження
МСОП класифікує цей вид як такий, що не потребує особливих заходів зі збереження. За оцінками дослідників, станом на 2019 рік популяція невадійських вівсянок-пустельниць становить приблизно 5,4 мільйонів дорослих птахів.